# Duran Duran (álbum de 1993)
Duran Duran (às vezes chamado de The Wedding Album) é o sétimo álbum de estúdio do Duran Duran, lançado mundialmente em 1993.
É o segundo disco que levou o nome da banda - em 1981, fora lançado o primeiro LP do grupo, Duran Duran. Após a diminuição do sucesso comercial no início dos anos 90, Duran Duran retornou ao Top Five do Reino Unido e ao Top Ten dos EUA com este álbum, que ganhou o Disco de Ouro no Reino Unido e Platina nos EUA. Os singles "Ordinary World" e "Come Undone" chegaram ao Top 10 da Billboard Hot 100.
A capa de Nick Egan apresenta fotos de casamento dos pais dos quatro membros da banda.
| Críticas profissionais                                                      | Críticas profissionais |
| Avaliações da crítica                                                       | Avaliações da crítica  |
| Fonte                                                                       | Avaliação              |
| --------------------------------------------------------------------------- | ---------------------- |
| allmusic                                                                    | [ 4 ]                  |
| Esta tabela precisa de ser acompanhada por texto em prosa. Consulte o guia. |                        |

## Composição, produção e lançamento do álbum
A gravação do álbum foi concluída no início de 1992 com um lançamento iminente pela Capitol Records, nos Estados Unidos. A nova empresa de gestão do Duran Duran, Left Bank, estava angustiado com a aparente falta de entusiasmo para o álbum e adiaram o cronograma de lançamento. O empresário Tommy Manzi disse mais tarde à HitQuarters que a indústria não se entusiasmou com o retorno da banda. Manzi disse que os membros da indústria riram do Left Bank enquanto trabalhavam para reviver as carreiras não só do Duran Duran, mas também do Meat Loaf, porque eles preferiam se concentrar na "próxima banda do momento" do que os "velhos" atos. Por acaso, o álbum alcançou o quarto lugar no UK's Albums Chart, seu álbum mais famoso desde Seven and the Ragged Tiger, de 1983.
No Reino Unido, três singles do álbum alcançaram o Top 40, incluindo "Ordinary World" (# 6), "Come Undone" (# 13) e "Too Much Information" (# 35). Quatro singles tirados do álbum estão nos EUA: "Ordinary World" (# 3), "Come Undone" (# 7), "Too Much Information" e "Drowning Man". "Breath After Breath", uma colaboração com Milton Nascimento, foi lançado apenas no Brasil, "None of the Above" no Japão e "Femme Fatale" (cover do The Velvet Underground) na França. A música "Sin of the City" é sobre o incêndio de Happy Land que matou 87 pessoas presas em um clube social sem licença em Nova York em 25 de março de 1990.
Durante o hiato enquanto aguardava o lançamento do álbum, a banda começou a trabalhar no que se tornaria o álbum Thank You, com John Jones, e um riff derivado de Warren Cuccurullo de "First Impression" levou à rápida inclusão da música " Come Undone ".
Frank Zappa (que morreu meses depois) e Lou Reed foram colaboradores na pós-produção do álbum.

## Faixas
Todas as canções foram produzidas por John Jones, exceto "Come Undone" e "Femme Fatale" (produzida por Duran Duran). Todas as canções foram produzidas por Duran Duran, exceto as faixas 7 e 8:
1. "Too Much Information" – 4:56
2. "Ordinary World" – 5:39
3. "Love Voodoo" – 4:58
4. "Drowning Man" – 5:15
5. "Shotgun" – 0:54
6. "Come Undone" – 4:38
7. "Breath After Breath" (Com participação de Milton Nascimento) – 4:58
8. "UMF" – 5:33
9. "Femme Fatale" – 4:21
10. "None of the Above" – 5:19
11. "Shelter" – 4:25
12. "To Whom It May Concern" – 4:24
13. "Sin of the City" – 7:14

- Faixas bônus (no Japão)

1. "Time for Temptation" [Alternate Version]* 3:46
2. "Stop Dead" [Edit]* 3:52

### Edição para tour britânico
1. "Falling Angel" – 4:35
2. "Stop Dead" – 4:31
3. "Time For Temptation" – 4:09
4. "Come Undone [12" Mix Comin' Together]" – 7:21
5. "Ordinary World [Acoustic Version]" – 5:07
6. "Too Much Information [David Richards 12" Mix]" – 4:14

### Singles
1. "Ordinary World"
2. "Come Undone"
3. "Too Much Information"
4. "None Of The Above" (apenas para o Japão)
5. "Drowning Man" (apenas para alguns clubes nos Estados Unidos)
6. "Breath after Breath" (apenas para o Brasil)
7. "Femme Fatale" (apenas para a França)

## Paradas
Álbum
| Ano  | Parada musical | Posição |
| ---- | -------------- | ------- |
| 1993 | Billboard 200  | 7       |
| 1993 | UK Albums      | 4       |

## Certificações
| Região                                                                                                  | Certificação | Vendas     |
| --- | ------------ | ---------- |
| Reino Unido (BPI)                                                                                       | Ouro         | 100,000^   |
| Estados Unidos (RIAA)                                                                                   | Platina      | 1,000,000^ |
| *números de vendas baseados somente na certificação ^números de vendas baseados somente na certificação |              |            |

## Formação
- Simon Le Bon - Vocal
- Nick Rhodes - Teclado
- John Taylor - Baixo
- Warren Cuccurullo - Guitarra